# Michael Wech
Michael Wech (* 1969 in Hamburg) ist ein deutscher Regisseur und Dokumentarfilmer.

## Leben
Michael Wech wuchs in Lünen (Nordrhein-Westfalen) auf. Nach dem Abitur am Gymnasium Lünen-Altlünen volontierte er bei Egmont R. Koch in Bremen und studierte Politische Wissenschaften und Internationale Beziehungen an der Universität Hamburg sowie als Stipendiat an der London School of Economics and Political Science und der Bilkent-Universität in Ankara.
Neben seiner filmischen Tätigkeit lehrt Wech an der Macromedia Hochschule für Medien und Kommunikation in Hamburg.
Für seine Arbeiten wurde er in drei aufeinander folgenden Jahren (2020–2022) mit vier Filmen in der Kategorie „Beste Dokumentation“ für den Deutscher Fernsehpreis nominiert.

## Filmografie (Auswahl)
- 2000: Im Reich der Sinne – Lebensmittelforschung
- 2000: Gesucht wird … Dottore Cenni (mit Egmont R. Koch)
- 2000: Unser täglich Fleisch
- 2000: Smart Clothes – Die Kleidung von morgen
- 2001: Metropolen von morgen – Die Zukunft der Stadt
- 2001: Viren: Die unsichtbare Macht der Zellpiraten
- 2002: Im Schatten des Schakals: Die deutschen Terroristen hinter Carlos (mit Oliver Schröm)
- 2002: Verkehrsadern für Asien – Weltrekorde in Bangkok und Taipeh
- 2002: Von Haarspaltern und Speichelfahndern – Kriminalistik
- 2003: Lava im Labor – Vulkanforschung
- 2003: Herrenhäuser in Niedersachsen
- 2003: Die Abzocker – Eine andere Geschichte des 11. September
- 2004: Perlen des Nordens
- 2004: Clevere Kleidung – Die textile Revolution
- 2004: Boomregion Shanghai – Chinas Metropole in der Wachstumsfalle
- 2005: Abenteuer Wissen: Gefahr unter Wasser
- 2005: Hamburg – Hansestadt und Hafencity
- 2005: Sächsische Manufakturen – Zwischen Hightech und Handarbeit
- 2005: Der Dolmetscher – Richard Sonnenfeldt und der Nürnberger Prozess
- 2006: Abenteuer Wissen: Gefährliches Erbe – Atommüllmänner im Einsatz (mit Dominic Egizzi)
- 2006: Aqcua Alta – Venedig kämpft gegen das Hochwasser
- 2006: Versandet – Wassermanagement in Marokko
- 2006: Land unter – Die Halligen im Kampf mit den Gezeiten
- 2006: Jörg Immendorff – Der letzte Kampf des Künstlers (mit Hanns-Bruno Kammertöns und Stephan Lamby)
- 2006: Gerhard Schröder. Kanzlerjahre (mit Jürgen Leinemann)
- 2007: New York – Die Skyline erwacht wieder
- 2007: Istanbul – Megacity am Limit
- 2007: Gemachte Metropolen – Die Zukunft der Stadt
- 2007: Duelle: Adidas gegen Puma (mit Stephan Lamby)
- 2007: Duelle: Diana gegen die Queen
- 2008: Nadelöhr Gotthard – Neue Wege durch den Berg
- 2008: Duelle: Franz Josef Strauß gegen Helmut Kohl
- 2008: Duelle: Elizabeth Taylor gegen Richard Burton
- 2008: Das jüngste Gericht – Unser Essen von morgen
- 2008: Hafencity Hamburg – Die Geburt einer Retortenstadt
- 2009: Dubai – Übermorgenland in der Klemme
- 2009: Kampf um Opel – Leben oder sterben lassen? (mit Stephan Lamby und Klaus Balzer)
- 2009: In nicht-tödlicher Mission? – Amerikas neue Waffen
- 2009: Abenteuer Wissen: Hafencity Hamburg
- 2009: Der Kalte Krieg der Überschallflieger – Tupolev 144 vs. Concorde
- 2009: Liebe an der Macht: Helmut und Hannelore Kohl
- 2010: Die da oben – Deutschlands Millionäre (mit Hanns-Bruno Kammertöns)
- 2010: Legenden: Michael Jackson
- 2010: Häuser von morgen – Das Bauen der Zukunft
- 2011: Duelle: Porsche gegen Piëch
- 2011: Das Duell Porsche gegen Volkswagen
- 2011: Duelle: Gerhard Schröder gegen Oskar Lafontaine
- 2011: Die Story: Die Protestbürger
- 2011: Fischer, Schily: Mein 11. September! - Als der Anschlag die deutsche Bundesregierung traf (mit Stephan Lamby)
- 2011: Ma vie: Robert Lebeck (mit Hanns-Bruno Kammertöns)
- 2012: Staatsaffären um Sex und Macht
- 2012: Der Domino-Effekt – Kippt der Euro? (mit Stephan Lamby)
- 2012: Der große Euro-Schwindel. Wenn jeder jeden täuscht
- 2012: Was macht Merkel? – Die Kanzlerin in der Eurokrise (mit Stephan Lamby)
- 2013: Duelle: Marlene Dietrich gegen Zarah Leander[1]
- 2013: Experiment Energiewende – Deutschlands einsame Revolution (mit Dirk Laabs)
- 2014: Der Mann, der Udo Jürgens ist (mit Hanns-Bruno Kammertöns)
- 2014: Gefährliche Geheimnisse – Wie EU und USA den Welthandel planen[2]
- 2014: Das Duell Schulz gegen Juncker (mit Rüdiger Mörsdorf)
- 2014: Adel ohne Skrupel – Die dunklen Geschäfte der Welfen (mit Thomas Schuhbauer)[3]
- 2014: Gunter Sachs: Der Lebenskünstler (mit Hanns-Bruno Kammertöns)[4]
- 2015: Konzerne klagen – Wir zahlen. Wie Schiedsgerichte den Rechtsstaat aushebeln[5]
- 2015: Todesflug MH 17 – Warum mussten 298 Menschen sterben? (mit Demian von Osten und Ralph Hötte); nominiert für den Deutschen Fernsehpreis[6]
- 2016: Die Kirche und das Geld
- 2016: Bye-bye Bargeld? – Die Zukunft des Bezahlens
- 2016: Der lange Arm des IS – Wie der Terror nach Europa kommt (mit Andreas Spinrath, Georg Heil und Volkmar Kabisch); nominiert für den Deutschen Fernsehpreis
- 2016: Sigmar Gabriel und die SPD (mit Reinhold Beckmann)
- 2017: Marine Le Pen – Frontfrau der europäischen Rechten (mit Janine Bechtold, Tina Roth und Olga Sviridenko)[7]
- 2017: Boris Becker – Der Spieler (mit Hanns-Bruno Kammertöns)[8]
- 2019: Die unheimliche Macht der Berater – Wie Politik sich steuern lässt[9] (Deutscher Fernsehpreis – Beste Dokumentation 2020, mit Georg Wellmann, Massimo Bognanni, Petra Nagel, Petra Blum)
- 2019: Resistance Fighters – Die globale Antibiotika-Krise (Internationale Festival-Premiere: Copenhagen International Documentary Festival CPH:DOX, 24. März 2019, United Nations Association Film Festival, Vancouver International Film Festival, Pariscience – Festival International du Film scientifique, Dhaka International Film Festival, Dutch Global Health Film Festival, nominiert für den Deutschen Fernsehpreis 2020)[10]
- 2020: „Hallo, Diktator“ – Orbán, die EU und die Rechtsstaatlichkeit, 89 Min.
- 2021: Schumacher (mit Hanns-Bruno Kammertöns, Vanessa Nöcker)
- 2021: Der Milliardenraub – Eine Staatsanwältin jagt die Steuermafia[11]
- 2022: Stille Pandemie – Der globale Kampf gegen Antibiotika-Resistenz
- 2022: COVID Century – The pandemic preparedness dilemma
- 2022: Der Ausbruch – War die Pandemie vermeidbar?[12]
- 2025: Spillover - Planet der Viren[13][14][15]

## Auszeichnungen
- 2000: ITVA-Pyramide Bronze, Kategorie „Dokumentation“, Photokina 2000
- 2001/2002: Friedwart Bruckhaus-Förderpreis der Hanns-Martin-Schleyer-Stiftung
- 2005: Georg von Holtzbrinck Preis für Wirtschaftspublizistik
- 2007: Columbus Award Bronze, Vereinigung Deutscher Reisejournalisten
- 2011: Friedrich Vogel Preis für Wirtschaftsjournalismus
- 2012: Deutsch-Französischer Journalistenpreis (mit Stephan Lamby)
- 2019: Impact Award, Vancouver International Film Festival
- 2019: Grand Prix, Pariscience - Festival International du Film Scientifique
- 2020: Winner, Award of Excellence - Impact Docs Awards
- 2020: Deutscher Fernsehpreis - Beste Dokumentation (Die unheimliche Macht der Berater)
- 2020: nominiert für den Deutschen Fernsehpreis - Beste Dokumentation (Resistance Fighters)
- 2020: Deutscher Fernsehpreis - Bester Schnitt (Resistance Fighters - Schnitt: Michael Scheffold)
- 2021: nominiert für den Deutsch-Französischen Journalistenpreis
- 2021: nominiert für den Prix Europa
- 2021: nominiert für den Deutschen Fernsehpreis - Beste Dokumentation („Hallo, Diktator“)
- 2022: nominiert für Deutscher Fernsehpreis - Beste Dokumentation (Der Ausbruch)
- 2022: Best Covid Film: (COVID Century / Der Ausbruch), London Film & TV Festival
- 2022: Grand Prize International Humanitarian Award (COVID Century / Der Ausbruch), Rhode Island International Film Festival
- 2022: Impact Doc Award - Outstanding Achievement (COVID Century / Der Ausbruch) - Impact Doc Awards
- 2023: Kulturpreis der Stadt Lünen